# Ontmoeting in Bayonne

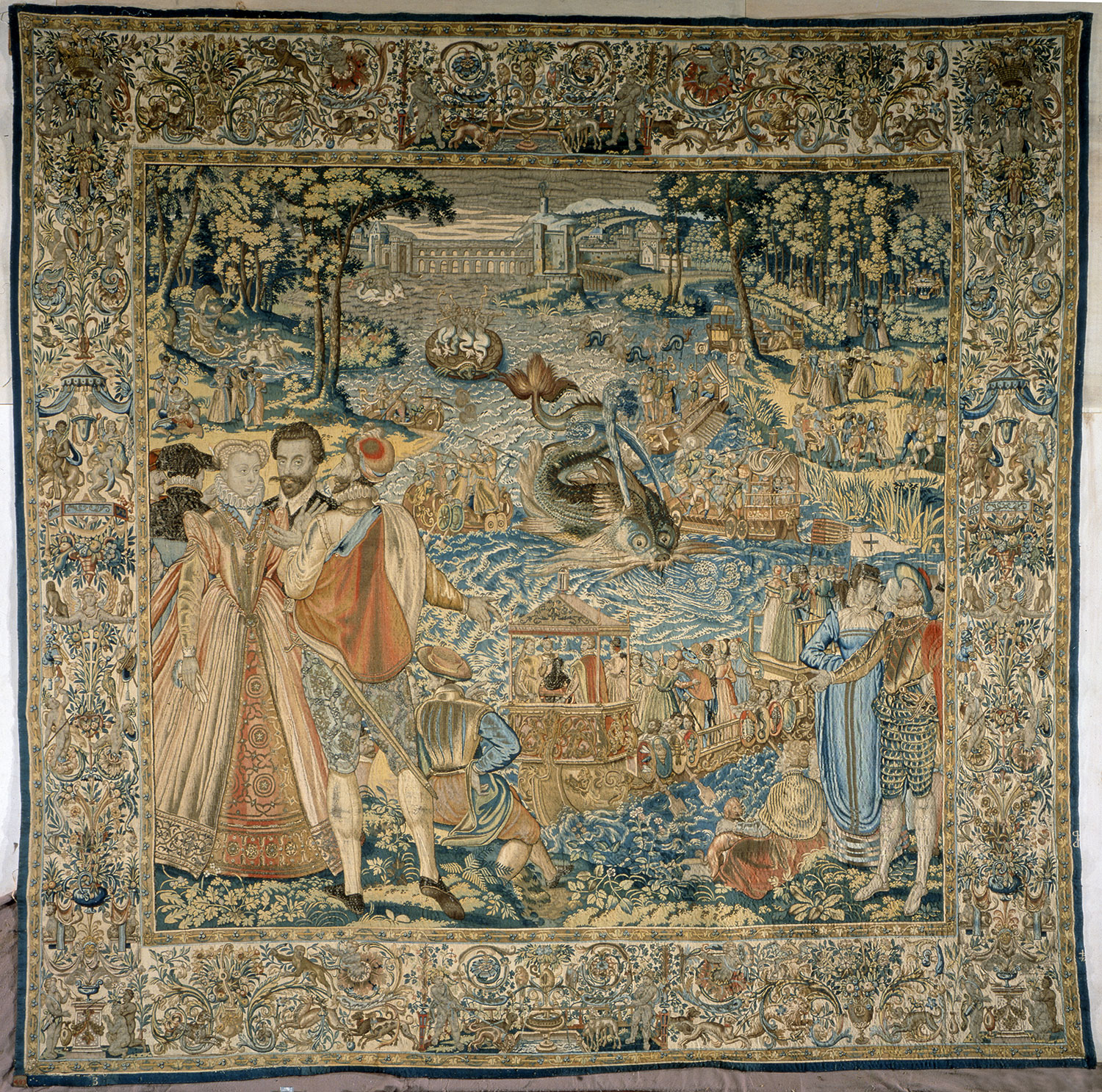
Ontmoeting in Bayonne

De Ontmoeting in Bayonne vond plaats in 1565 tussen Catharina de' Medici en de hertog van Alva tijdens de rondreis van de nieuwe koning Karel IX van Frankrijk door zijn land.
Naast een familiaire ontmoeting met Catharina’s dochter Elisabeth  was de ontmoeting vooral een diplomatieke missie van koning Filips II van Spanje om Frankrijk over te halen rigoureuze maatregelen te nemen tegen de protestanten.
Daaruit volgde tevens Catharina’s voorstel, om haar dochter Margaretha uit te huwelijken aan Filips’ zoon Carlos van Spanje.
De ontmoeting zou uiteindelijk op niets uitlopen door onder andere de arrestatie en dood van Carlos. De hugenoten beschouwden deze ontmoeting als de voorbode van de Bartholomeusnacht.

## Publicatie
Bernerd C. Weber "The Conference of Bayonne, 1565: An Episode in Franco-Spanish Diplomacy", The Journal of Modern History, vol. 11, No. 1 (Maart 1939), pp. 1-22.